# Budapesti Újságírók Egyesülete
A kiegyezés utáni Magyarországon az 1880-as évekre a könyvkiadás/hírlapkiadás annyira megerősödött, hogy egyes hírlapírók/írók, viszonylagos anyagi függetlenséget tudtak elérni. Az anyagi függetlenség azt is jelentette, hogy olyan témákat is elővehettek, amelyek addig tabunak számítottak.  Verhovay Gyula banki visszaéléseket feltáró cikkét követő párbaja ösztönözte az újságírókat érdekvédelmi egyesületeik létrehozására. A Magyar Hírlapírók Egyesülete (1881), Írók és Hírlapírók Köre (1891) után megalakult a Budapesti Újságírók Egyesülete (1896) is. 

## Története
1896 és 1918 között aktív egyesület, melynek célja alapító elnöke, Mikszáth Kálmán szerint: „A budapesti újságírókat erkölcsi testületté összefoglalni, a sajtót közösen érintő kérdésekben eljárni, hírlapirodalmi ügyeket megvitatni, az újságírók testületi érdekeit ápolni és az újságírókat erkölcsileg és anyagilag támogatni.” Alapításkori taglétszáma 160 fő, a megszűnés előtt kb 600 fő. 1919 októberében Márkus Miksa elnök még igazolást állít ki Göndör Ferenc részére a Budapesti Újságírók Egyesületének nevében.
Szociális tevékenysége
Segélyalap (kórházi kezelések, üdülő és fürdőhelyek kedvezményes használata, temetések). A segélyalapból1909-ben özvegy- és árvaalapot különítettek el. Betegpénztárat is alapítottak, illetve az első világháború alatt háborús segélyalapot nyitottak. A háborús élelmezési nehézségek miatt háztartási szövetkezetet hoztak létre.
Érdekvédelmi tevékenysége
Szakmai véleményt mondott az újságírókkal kapcsolatos bírósági ügyekben, felszólalt a sajtótörvény módosításai alkalmával a sajtószabadságot védve, az 1912-es újságírósztrájk során közvetített a lapkiadók felé.

## Elnökök
1896 – 1900 Mikszáth Kálmán
1900 – 1906 Vészi József
1906 – 1912 Herczeg Ferenc
1912 – 1918 Márkus Miksa

## Titkárok
1896-1910 Hollósy Géza

## Almanachok
Az almanachok bevétele a segélyalapot gyarapította
1905 
1906
1907
1908 – A magyar bohémvilág, szerkesztő: Szerdahelyi Sándor
1909 – Utazás az újságírás körül, szerkesztő: Szerdahelyi Sándor
1910, szerkesztő: Szerdahelyi Sándor
1911
1912, szerkesztő: Bányai Simon
1913
1914, szerkesztő: Szerdahelyi Sándor
1916
1917 – Jubiláris Almanach